# Clément Garcia
Clément Garcia est un footballeur professionnel français, né le 26 juin 1968 à La Tronche.
Cet attaquant a disputé plus d'une centaine de matchs en première division.

## Carrière de joueur
- 1985-déc. 1990 : Grenoble Foot 38 (D2)
- Déc. 1990-1992 : Montpellier HSC (D1 : 15 matchs)
- 1992-1993 : SM Caen (prêt) (D1 : 16 matchs, 1 but)
- 1993-1995 : Lille OSC (D1 : 51 matchs, 8 buts)
- 1995-1996 : FC Gueugnon (D1 : 24 matchs, 3 buts)
- 1996-1997 : Shanghai Shenhua ( Chine)
- 1998-1999 : Grenoble Foot 38[1]